# Jan Hollender
Jan Hollender (ur. 6 grudnia 1907, zm. 25 listopada 1989) – polski projektant znaków graficznych, grafiki wydawniczej i opakowań, inicjator i komisarz Pierwszej Ogólnopolskiej Wystawy Znaków Graficznych.

## Życiorys
W latach (1928-1931) studiował w Szkole Przemysłowej w Ostrawie. Był autorem znaków graficznych takich jak: Pekao (1956), Tarchomińskie Zakłady Farmaceutyczne „Polfa” (1956), Centrum Zdrowia Dziecka w Warszawie (1977), Fabryka Płyt Gramofonowych „Pronit” (1959), zakładów „Ursus” (1972), „Desa” (1959).

## Upamiętnienie
W 2024 w katowickim Rondzie Sztuki odbyła się indywidualna wystawa prac Jana Hollendra. Z tej okazji wydano katalog Jan Hollender-projekty. Autorem tekstów do katalogu i kuratorem wystawy był Patryk Hardziej.